# Safari (album)
 For alternative betydninger, se Safari. (Se også artikler, som begynder med Safari)
Safari er Gnags' ottende studiealbum og det første med Mads Michelsen som medlem. Albummet markerede et stilskifte for Gnags: Hvor Burhøns (1979) og Intercity (1980) havde været inspireret af især punk og new wave, viser Safari en klar inspiration fra bl.a. reggae. Således blev pladen indspillet med en jamaicansk producer, Karl Pitterson, der tidligere havde arbejdet sammen med bl.a. Bob Marley, Steel Pulse og The Rolling Stones. Pitterson genoptog senere samarbejdet med Gnags på albummet Plads til begejstring fra 1986.
Safari blev af Gnags kaldt "en hyldest til livskraften, fantasien og kærligheden og fællesskab med naturen". Dette kom bl.a. til udtryk i flere af teksterne, der også kredser om at søge mod frihed og lys. I "Kikkerten" synges der f.eks. om lænkede fugle, der "bryder lænkerne" og lærer at flyve, fordi "kærligheden gør stærk". I "Tekniske insekter" stilles "alle jordens vilde dyr" og "farverne og mønstrene" op imod de "tekniske insekter", som folk ifølge fortælleren har "alt alt for travlt med". Pladens tredje nummer handler om at finde "lyset mellem tremmerne", og i titelnummeret griner folk på savannen af historien "fire alvorlige unge mænd", der ved solopgang synger "en sørgelig sang / om at solen var ved at gå ned".
Peter Deleuran og Jan Knus betegner Safari som pladen, hvor Gnags fandt deres helt eget udtryk. I Gnags – Kan I høre noget (1985) skriver de bl.a.: "De har fundet ind til en rytmisk genetik, et groove, hvis sorte arvemasse er hypnotisk enkelhed i et komplekst, men gennemsigtigt lydbillede, hvor drive, beat og swing er selvfølgeligheder som at trække vejret". De rytmiske og reggaefarvede elementer på Safari blev senere videreudviklet på de følgende Gnags-plader op igennem 80'erne. 

## Numre

### Side 1
1. "Safari" (3:10)
2. "Under gadelygten" (4:40)
3. "Mellem tremmerne" (3:40)
4. "Bliv hos mig, bliv" (3:06)
5. "Ned ad klitten" (4:09)

### Side 2
1. "Vild, vild elefant" (3:54)
2. "Kikkerten" (3:30)
3. "Den sidste hval" (4:17)
4. "Tekniske insekter" (4:07)
5. "American boy" (2:40)